# Drăgănești (Prahova)
Drăgănești es una comuna ubicada en el distrito de Prahova, Rumania.

## Superficie
Posee una superficie de 87,56 kilómetros cuadrados.

## Demografía
Hasta 2021 la población era de 4432 habitantes, con una densidad de población de 50,62 habitantes por kilómetro cuadrado.